# Gouvernement Lerma I
 Communauté valencienne
Aucun Lerma II
Le gouvernement Lerma I (en catalan : Consell de la Generalitat Valenciana 1983-1987) est le Conseil de la Généralité valencienne entre le 28 juin 1983 et le 27 juillet 1987, durant la première législature du Parlement valencien.

## Coalition et historique
Dirigé par le président de la Généralité valencienne socialiste Joan Lerma, ce gouvernement est constitué et soutenu par le seul Parti socialiste du Pays valencien-PSOE (PSPV-PSOE). À lui seul, il dispose de 51 députés sur 89, soit 57,3 % des sièges au Parlement valencien.
Il est formé à la suite des élections valenciennes du 8 mai 1983, premier scrutin organisé à la suite de l'approbation du statut d'autonomie et marqué par la large victoire du PSPV-PSOE. Lors des élections du 10 juin 1987, les socialistes perdent leur majorité absolue mais Lerma, ayant négocié le soutien sans participation de la Gauche unie du Pays valencien (EUPV), parvient à former son deuxième gouvernement.

## Composition

### Initiale (28 juin 1983)
| Fonction                                                        | Titulaire | Titulaire            | Parti     |
| --------------------------------------------------------------- | --------- | -------------------- | --------- |
| Président de la Généralité                                      |           | Joan Lerma           | PSPV-PSOE |
| Vice-président Conseiller à l'Intérieur                         |           | Felipe Guardiola     | PSPV-PSOE |
| Conseiller à la Présidence                                      |           | Rafael Blasco        | PSPV-PSOE |
| Conseiller à l'Économie et aux Finances                         |           | Antonio Birlanga     | PSPV-PSOE |
| Conseiller aux Travaux publics, à l'Urbanisme et aux Transports |           | Vicente Llombart     | PSPV-PSOE |
| Conseiller à la Culture, à l'Éducation et à la Science          |           | Ciprià Ciscar        | PSPV-PSOE |
| Conseiller à la Santé, au Travail et à la Sécurité sociale      |           | Miguel Ángel Millana | PSPV-PSOE |
| Conseiller à l'Industrie, au Commerce et au Tourisme            |           | Segundo Bru          | PSPV-PSOE |
| Conseiller à l'Agriculture, à la Pêche et à l'Alimentation      |           | Luis Font de Mora    | PSPV-PSOE |

### Remaniement du 24 juillet 1985
- Les nouveaux conseillers sont indiqués en gras, ceux ayant changé d'attributions en italique.

| Fonction                                                        | Titulaire | Titulaire         | Parti     |
| --------------------------------------------------------------- | --------- | ----------------- | --------- |
| Président de la Généralité                                      |           | Joan Lerma        | PSPV-PSOE |
| Vice-président                                                  |           | Felipe Guardiola  | PSPV-PSOE |
| Conseiller à l'Économie et aux Finances                         |           | Antonio Birlanga  | PSPV-PSOE |
| Conseiller à l'Administration publique                          |           | Vicent Soler      | PSPV-PSOE |
| Conseiller aux Travaux publics, à l'Urbanisme et aux Transports |           | Rafael Blasco     | PSPV-PSOE |
| Conseiller à la Culture, à l'Éducation et à la Science          |           | Ciprià Ciscar     | PSPV-PSOE |
| Conseiller à la Santé et à la Consommation                      |           | Joaquín Colomer   | PSPV-PSOE |
| Conseiller au Travail et à la Sécurité sociale                  |           | Miguel Doménech   | PSPV-PSOE |
| Conseiller à l'Industrie, au Commerce et au Tourisme            |           | Segundo Bru       | PSPV-PSOE |
| Conseiller à l'Agriculture, à la Pêche et à l'Alimentation      |           | Luis Font de Mora | PSPV-PSOE |